# جیمی لاسون
جِیمی لاسون (به انگلیسی: Jayme Lawson زادهٔ ۱۹ سپتامبر ۱۹۹۷ در واشینگتن، دی.سی.) بازیگر اهل ایالات متحده آمریکا است. او بیشتر به خاطر بازی در نقش شهردار بلا رئال در فیلم بتمن و نقش پرلین در فیلم گناهکاران شناخته می‌شود.

## حرفه
پس از فارغ‌التحصیلی از مدرسه جولیارد در ماه مه ۲۰۱۹، لاسون اولین نقش سینمایی خود را در فیلم خداحافظ آمور در سال ۲۰۲۰ در نقش سیلویا بازی کرد. وی در سال ۲۰۲۲ با بازی در فیلم بتمن در نقش شهردار بلا رئال، نامزد شهرداری گاتهام سیتی شد. در ژانویه ۲۰۲۱، او در نقش میشل اوباما جوان در سریال تلویزیونی بانوی اول (۲۰۲۲) انتخاب شد. در سال ۲۰۲۲، او در فیلم‌های درام: تیل، چگونه یک خط لوله را منفجر کنیم، پادشاه زن به ترتیب در نقش میرلی اورز، آلیشا و شانت ظاهر شد. در سال ۲۰۲۴، او دوباره نقش خود را به عنوان شهردار بلا رئال در سریال تلویزیونی پنگوئن بازی کرد.

## فیلم‌شناسی

### فیلم
| سال  | عنوان                          | نقش          | یادداشت‌ها   |
| ---- | ------------------------------ | ------------ | ----------- |
| ۲۰۲۰ | خداحافظ آمور                   | سیلویا       |             |
| ۲۰۲۲ | بتمن                           | بلا رئال     |             |
| ۲۰۲۲ | چگونه یک خط لوله را منفجر کنیم | علیشاه       |             |
| ۲۰۲۲ | زن پادشاه                      | شانت         |             |
| ۲۰۲۲ | تیل                            | میرلی اورز   |             |
| ۲۰۲۵ | گناهکاران                      | مروارید      |             |
| ۲۰۲۵ | مرد دونده                      | شیلا ریچاردز | پس از تولید |

### تلویزیون
| سال  | عنوان     | نقش              | یادداشت‌ها |
| ---- | --------- | ---------------- | --------- |
| ۲۰۲۲ | بانوی اول | میشل اوباما جوان | ۷ قسمت    |
| ۲۰۲۴ | نابغه     | بتی شباز         | ۸ قسمت    |
| ۲۰۲۴ | پنگوئن    | بلا رئال         | ۲ قسمت    |